# Nenad Pralija
Nenad Pralija (Split, 11 de desembre de 1970) és un exfutbolista i actualment entrenador de futbol croat.

## Trajectòria esportiva
Pralija destacà al seu país a les files del Hajduk Split de la seva ciutat natal. L'RCD Espanyol es fixà en ell i l'incorporà al primer equip l'any 1996, jugant-hi durant dues temporades un total de 42 partits de lliga en els quals marcà 4 gols. El 1998 Pralija retornà al Hajduk iniciant posteriorment una nova aventura que el portà al Reggina Calcio italià i al Maccabi Haifa israelià. Fou 11 cops internacional amb Croàcia.